# Enigmatic: Calling
Enigmatic: Calling is het derde album van Pagan's Mind, uitgebracht in 2005 door Limb. Het is een conceptalbum over de mogelijke herkomst van de mens en baseert zich op het werk van onder andere Erich von Däniken, Albert Einstein en Steven Spielberg.

## Track listing
1. "The Celestine Prophecy" – 7:37
2. "Enigmatic Mission" – 5:17
3. "Supremacy, Our Kind" – 6:01
4. "Entrance to Infinity" – 7:49
5. "Coming Home" – 2:36 (Instrumentaal)
6. "Celestial Calling" – 7:00
7. "Taken" – 7:35
8. "Resurrection (Back in Time)" – 6:37
9. "Appearance" – 1:52 (Instrumentaal)
10. "Search for Life" – 5:01
11. "New World Order" – 8:13
12. "Enigmatic Mission" (Video) − 5:23

## Band
- Nils K. Rue - Zanger
- Jørn Viggo Lofstad - Gitarist
- Steinar Krokmo - Bassist
- Ronny Tegner - Toetsenist
- Stian Kristoffersen - Drummer